# Hypermastus randolphi
Hypermastus randolphi är en snäckart som först beskrevs av Vanatta 1900.  Hypermastus randolphi ingår i släktet Hypermastus och familjen Eulimidae. Inga underarter finns listade i Catalogue of Life.